# Anton Jernberg
Gustaf Anton Jernberg, född 27 april 1909 i Gävle församling, Gävleborgs län, död 3 november 1990 i Films församling, Uppsala län, var en svensk violinist och violast. Han blev 1943 riksspelman i fiol och viola med kommentaren "-För gott spel, goda låtar och intresserat arbete för folkmusiken".

## Diskografi
- 1981 – Gästriketon (AWCD-53). Tillsammans med Sven Ahlbäck.[5]

- 1984 – Jernbergslåtar. Tillsammans med Gustaf Jernberg, Herbert Jernberg och Sven Ahlbäck.[6]